# 23. Dáil
Der 23. Dáil wurde am 18. Februar 1982 gewählt. Insgesamt 166 Abgeordnete (Teachtaí Dála) wurden in 41 Wahlkreisen mit dem Verfahren der übertragbaren Einzelstimmgebung (single transferable vote) bestimmt.

## Wahlausgang

Sitzverteilung im 23. Dáil

siehe: Wahlen zum Dáil Éireann Februar 1982
Fianna Fáil und Fine Gael waren die stärksten Kräfte im Dáil.
Der Dáil Éireann kam erstmals am 9. März 1982 zur konstituierenden Sitzung zusammen. Als Vorsitzender des Dáils (Ceann Comhairle) wurde John O’Connell (Fianna Fáil) gewählt. Seine Vertretung (Leas-Cheann Comhairle) wurde Jim Tunney (Fianna Fáil).
Charles Haughey wurde zum Taoiseach gewählt. Er bildete die Regierung Haughey II.  Oppositionsführer (Ceannaire an Fhreasúra) war Garret FitzGerald von der Fine Gael. Bereits am 4. November 1982 wurde der 23. Dáil aufgelöst, nachdem Charles Haughey eine Vertrauensfrage verloren hatte. Es folgten die Neuwahlen am 24. November 1982.
| Partei | Partei                     | Vorsitzende/r im Dáil (Beginn) | Mrz. 1982: gewählte Teachtaí Dála | Nov. 1982: Teachtaí Dála | Veränderung |
| ------ | -------------------------- | ------------------------------ | --------------------------------- | ------------------------ | ----------- |
|        | Fianna Fáil                | Charles Haughey                | 81                                | 80                       | −1          |
|        | Fine Gael                  | Garret FitzGerald              | 63                                | 64                       | +1          |
|        | Labour Party               | Dick Spring                    | 15                                | 14                       | −1          |
|        | Workers’ Party             | Tomás Mac Giolla               | 3                                 | 3                        | −           |
|        | Democratic Socialist Party | Jim Kemmy                      | 1                                 | 1                        | −           |
|        | Unabhängige                |                                | 3                                 | 2                        | −1          |
|        | Ceann Comhairle            |                                | −                                 | 1                        | +1          |
|        | Vakant                     |                                | −                                 | 1                        | +1          |
| Gesamt | Gesamt                     | 166                            | 166                               | 166                      | –           |

## Teachtaí Dála
| Wahlkreis            | Name                      | Partei (Teilgruppe) | Partei (Teilgruppe)        | Partei (Teilgruppe)        | Partei (Teilgruppe)                                        | Im Amt seit       |
| Wahlkreis            | Name                      | Zu Beginn des Dáil  | Zu Beginn des Dáil         | Zum Ende des Dáil          | Zum Ende des Dáil                                          | Im Amt seit       |
| -------------------- | ------------------------- | ------------------- | -------------------------- | -------------------------- | ---------------------------------------------------------- | ----------------- |
| Carlow–Kilkenny      | Kieran Crotty             |                     | Fine Gael                  | Fine Gael                  | Fine Gael                                                  | 2. Juli 1969      |
| Carlow–Kilkenny      | Jim Gibbons               |                     | Fianna Fáil                | Fianna Fáil                | Fianna Fáil                                                | 9. März 1982      |
| Carlow–Kilkenny      | Séamus Pattison           |                     | Labour                     | Labour                     | Labour                                                     | 11. Oktober 1961  |
| Carlow–Kilkenny      | Desmond Governey          |                     | Fine Gael                  | Fine Gael                  | Fine Gael                                                  | 30. Juni 1981     |
| Carlow–Kilkenny      | Liam Aylward              |                     | Fianna Fáil                | Fianna Fáil                | Fianna Fáil                                                | 5. Juli 1977      |
| Cavan–Monaghan       | John Conlan               |                     | Fine Gael                  | Fine Gael                  | Fine Gael                                                  | 2. Juli 1969      |
| Cavan–Monaghan       | Tom Fitzpatrick           |                     | Fine Gael                  |                            | Ceann Comhairle                                            | 21. April 1965    |
| Cavan–Monaghan       | John P. Wilson            |                     | Fianna Fáil                | Fianna Fáil                | Fianna Fáil                                                | 4. März 1973      |
| Cavan–Monaghan       | Rory O’Hanlon             |                     | Fianna Fáil                | Fianna Fáil                | Fianna Fáil                                                | 5. Juli 1977      |
| Cavan–Monaghan       | Jimmy Leonard             |                     | Fianna Fáil                | Fianna Fáil                | Fianna Fáil                                                | 9. März 1982      |
| Clare                | Donal Carey               |                     | Fine Gael                  | Fine Gael                  | Fine Gael                                                  | 9. März 1982      |
| Clare                | William Loughnane         |                     | Fianna Fáil                |                            | verstorben am 18. Oktober 1982                             | 2. Juli 1969      |
| Clare                | Brendan Daly              |                     | Fianna Fáil                | Fianna Fáil                | Fianna Fáil                                                | 4. März 1973      |
| Clare                | Sylvester Barrett         |                     | Fianna Fáil                | Fianna Fáil                | Fianna Fáil                                                | 14. März 1968     |
| Cork East            | Michael Ahern             |                     | Fianna Fáil                | Fianna Fáil                | Fianna Fáil                                                | 9. März 1982      |
| Cork East            | Patrick Hegarty           |                     | Fine Gael                  | Fine Gael                  | Fine Gael                                                  | 4. März 1973      |
| Cork East            | Myra Barry                |                     | Fine Gael                  | Fine Gael                  | Fine Gael                                                  | 7. November 1979  |
| Cork East            | Joe Sherlock              |                     | Workers’ Party             | Workers’ Party             | Workers’ Party                                             | 30. Juni 1981     |
| Cork North-Central   | Denis Lyons               |                     | Fianna Fáil                | Fianna Fáil                | Fianna Fáil                                                | 30. Juni 1981     |
| Cork North-Central   | Bernard Allen             |                     | Fine Gael                  | Fine Gael                  | Fine Gael                                                  | 30. Juni 1981     |
| Cork North-Central   | Liam Burke                |                     | Fine Gael                  | Fine Gael                  | Fine Gael                                                  | 7. November 1979  |
| Cork North-Central   | Toddy O’Sullivan          |                     | Labour                     | Labour                     | Labour                                                     | 30. Juni 1981     |
| Cork North-Central   | Seán French               |                     | Fianna Fáil                | Fianna Fáil                | Fianna Fáil                                                | 9. November 1967  |
| Cork North-West      | Donal Creed               |                     | Fine Gael                  | Fine Gael                  | Fine Gael                                                  | 21. April 1965    |
| Cork North-West      | Frank Crowley             |                     | Fine Gael                  | Fine Gael                  | Fine Gael                                                  | 30. Juni 1981     |
| Cork North-West      | Thomas Meaney             |                     | Fianna Fáil                | Fianna Fáil                | Fianna Fáil                                                | 21. April 1965    |
| Cork South-Central   | Pearse Wyse               |                     | Fianna Fáil                | Fianna Fáil                | Fianna Fáil                                                | 21. April 1965    |
| Cork South-Central   | Gene FitzGerald           |                     | Fianna Fáil                | Fianna Fáil                | Fianna Fáil                                                | 2. August 1972    |
| Cork South-Central   | Peter Barry               |                     | Fine Gael                  | Fine Gael                  | Fine Gael                                                  | 2. Juli 1969      |
| Cork South-Central   | James Corr                |                     | Fine Gael                  | Fine Gael                  | Fine Gael                                                  | 9. März 1982      |
| Cork South-Central   | Eileen Desmond            |                     | Labour                     | Labour                     | Labour                                                     | 4. März 1973      |
| Cork South-West      | Jim O’Keeffe              |                     | Fine Gael                  | Fine Gael                  | Fine Gael                                                  | 5. Juli 1977      |
| Cork South-West      | Patrick Joseph Sheehan    |                     | Fine Gael                  | Fine Gael                  | Fine Gael                                                  | 30. Juni 1981     |
| Cork South-West      | Joe Walsh                 |                     | Fianna Fáil                | Fianna Fáil                | Fianna Fáil                                                | 9. März 1982      |
| Donegal North-East   | Neil Blaney               |                     | Independent Fianna Fáil    | Independent Fianna Fáil    | Independent Fianna Fáil                                    | 11. Oktober 1961  |
| Donegal North-East   | Hugh Conaghan             |                     | Fianna Fáil                | Fianna Fáil                | Fianna Fáil                                                | 5. Juli 1977      |
| Donegal North-East   | Patrick Harte             |                     | Fine Gael                  | Fine Gael                  | Fine Gael                                                  | 11. Oktober 1961  |
| Donegal South-West   | Dinny McGinley            |                     | Fine Gael                  | Fine Gael                  | Fine Gael                                                  | 9. März 1982      |
| Donegal South-West   | Clement Coughlan          |                     | Fianna Fáil                | Fianna Fáil                | Fianna Fáil                                                | 6. November 1980  |
| Donegal South-West   | Pat Gallagher             |                     | Fianna Fáil                | Fianna Fáil                | Fianna Fáil                                                | 30. Juni 1981     |
| Dublin Central       | Bertie Ahern              |                     | Fianna Fáil                | Fianna Fáil                | Fianna Fáil                                                | 5. Juli 1977      |
| Dublin Central       | Michael Keating           |                     | Fine Gael                  | Fine Gael                  | Fine Gael                                                  | 5. Juli 1977      |
| Dublin Central       | Tony Gregory              |                     | Independent                | Independent                | Independent                                                | 9. März 1982      |
| Dublin Central       | George Colley             |                     | Fianna Fáil                | Fianna Fáil                | Fianna Fáil                                                | 11. Oktober 1961  |
| Dublin Central       | Michael O’Leary           |                     | Labour                     |                            | Fine Gael                                                  | 21. April 1965    |
| Dublin North         | Ray Burke                 |                     | Fianna Fáil                | Fianna Fáil                | Fianna Fáil                                                | 4. März 1973      |
| Dublin North         | John Boland               |                     | Fine Gael                  | Fine Gael                  | Fine Gael                                                  | 5. Juli 1977      |
| Dublin North         | Nora Owen                 |                     | Fine Gael                  | Fine Gael                  | Fine Gael                                                  | 30. Juni 1981     |
| Dublin North-Central | Richard Bruton            |                     | Fine Gael                  | Fine Gael                  | Fine Gael                                                  | 9. März 1982      |
| Dublin North-Central | Vincent Brady             |                     | Fianna Fáil                | Fianna Fáil                | Fianna Fáil                                                | 5. Juli 1977      |
| Dublin North-Central | Charles Haughey           |                     | Fianna Fáil                | Fianna Fáil                | Fianna Fáil                                                | 20. März 1957     |
| Dublin North-Central | George Birmingham         |                     | Fine Gael                  | Fine Gael                  | Fine Gael                                                  | 30. Juni 1981     |
| Dublin North-East    | Ned Brennan               |                     | Fianna Fáil                | Fianna Fáil                | Fianna Fáil                                                | 9. März 1982      |
| Dublin North-East    | Maurice Manning           |                     | Fine Gael                  | Fine Gael                  | Fine Gael                                                  | 9. März 1982      |
| Dublin North-East    | Michael Woods             |                     | Fianna Fáil                | Fianna Fáil                | Fianna Fáil                                                | 5. Juli 1977      |
| Dublin North-East    | Michael Joe Cosgrave      |                     | Fine Gael                  | Fine Gael                  | Fine Gael                                                  | 5. Juli 1977      |
| Dublin North-West    | Michael Barrett           |                     | Fianna Fáil                | Fianna Fáil                | Fianna Fáil                                                | 30. Juni 1981     |
| Dublin North-West    | Mary Flaherty             |                     | Fine Gael                  | Fine Gael                  | Fine Gael                                                  | 30. Juni 1981     |
| Dublin North-West    | Jim Tunney                |                     | Fianna Fáil                | Fianna Fáil                | Fianna Fáil                                                | 2. Juli 1969      |
| Dublin North-West    | Proinsias De Rossa        |                     | Workers’ Party             | Workers’ Party             | Workers’ Party                                             | 9. März 1982      |
| Dublin South         | Nuala Fennell             |                     | Fine Gael                  | Fine Gael                  | Fine Gael                                                  | 30. Juni 1981     |
| Dublin South         | John M. Kelly             |                     | Fine Gael                  | Fine Gael                  | Fine Gael                                                  | 4. März 1973      |
| Dublin South         | Alan Shatter              |                     | Fine Gael                  | Fine Gael                  | Fine Gael                                                  | 30. Juni 1981     |
| Dublin South         | Séamus Brennan            |                     | Fianna Fáil                | Fianna Fáil                | Fianna Fáil                                                | 30. Juni 1981     |
| Dublin South         | Niall Andrews             |                     | Fianna Fáil                | Fianna Fáil                | Fianna Fáil                                                | 5. Juli 1977      |
| Dublin South-Central | Gay Mitchell              |                     | Fine Gael                  | Fine Gael                  | Fine Gael                                                  | 30. Juni 1981     |
| Dublin South-Central | John O’Connell            |                     | Independent                | Independent                | Independent                                                | 21. April 1965    |
| Dublin South-Central | Ben Briscoe               |                     | Fianna Fáil                | Fianna Fáil                | Fianna Fáil                                                | 21. April 1965    |
| Dublin South-Central | Thomas J. Fitzpatrick     |                     | Fianna Fáil                | Fianna Fáil                | Fianna Fáil                                                | 21. April 1965    |
| Dublin South-Central | Frank Cluskey             |                     | Labour                     | Labour                     | Labour                                                     | 9. März 1982      |
| Dublin South-East    | Garret FitzGerald         |                     | Fine Gael                  | Fine Gael                  | Fine Gael                                                  | 2. Juli 1969      |
| Dublin South-East    | Alexis FitzGerald junior  |                     | Fine Gael                  | Fine Gael                  | Fine Gael                                                  | 9. März 1982      |
| Dublin South-East    | Gerard Brady              |                     | Fianna Fáil                | Fianna Fáil                | Fianna Fáil                                                | 5. Juli 1977      |
| Dublin South-East    | Ruairi Quinn              |                     | Labour                     | Labour                     | Labour                                                     | 9. März 1982      |
| Dublin South-West    | Mervyn Taylor             |                     | Labour                     | Labour                     | Labour                                                     | 30. Juni 1981     |
| Dublin South-West    | Seán Walsh                |                     | Fianna Fáil                | Fianna Fáil                | Fianna Fáil                                                | 4. März 1973      |
| Dublin South-West    | Larry McMahon             |                     | Fine Gael                  | Fine Gael                  | Fine Gael                                                  | 2. Dezember 1970  |
| Dublin South-West    | Mary Harney               |                     | Fianna Fáil                | Fianna Fáil                | Fianna Fáil                                                | 30. Juni 1981     |
| Dublin West          | Brian Lenihan senior      |                     | Fianna Fáil                | Fianna Fáil                | Fianna Fáil                                                | 5. Juli 1977      |
| Dublin West          | Liam Lawlor               |                     | Fianna Fáil                | Fianna Fáil                | Fianna Fáil                                                | 5. Juli 1977      |
| Dublin West          | Richard Burke             |                     | Fine Gael                  |                            | Rücktritt nach Ernennung zum EG-Kommissar am 31. März 1982 | 30. Juni 1981     |
| Dublin West          | Liam Skelly               |                     |                            |                            | Fine Gael Nachwahl für Richard Burke                       | 25. Mai 1982      |
| Dublin West          | Jim Mitchell              |                     | Fine Gael                  | Fine Gael                  | Fine Gael                                                  | 5. Juli 1977      |
| Dublin West          | Brian Fleming             |                     | Fine Gael                  | Fine Gael                  | Fine Gael                                                  | 30. Juni 1981     |
| Dún Laoghaire        | Liam T. Cosgrave          |                     | Fine Gael                  | Fine Gael                  | Fine Gael                                                  | 30. Juni 1981     |
| Dún Laoghaire        | David Andrews             |                     | Fianna Fáil                | Fianna Fáil                | Fianna Fáil                                                | 21. April 1965    |
| Dún Laoghaire        | Martin O’Donoghue         |                     | Fianna Fáil                | Fianna Fáil                | Fianna Fáil                                                | 5. Juli 1977      |
| Dún Laoghaire        | Barry Desmond             |                     | Labour                     | Labour                     | Labour                                                     | 2. Juli 1969      |
| Dún Laoghaire        | Seán Barrett              |                     | Fine Gael                  | Fine Gael                  | Fine Gael                                                  | 30. Juni 1981     |
| Galway East          | Paul Connaughton senior   |                     | Fine Gael                  | Fine Gael                  | Fine Gael                                                  | 30. Juni 1981     |
| Galway East          | John Callanan             |                     | Fianna Fáil                |                            | verstorben am 15. Juni 1982                                | 4. März 1973      |
| Galway East          | Noel Treacy               |                     |                            |                            | Fianna Fáil Nachwahl für John Callanan                     | 20. Juli 1982     |
| Galway East          | Michael P. Kitt           |                     | Fianna Fáil                | Fianna Fáil                | Fianna Fáil                                                | 30. Juni 1981     |
| Galway West          | John Donnellan            |                     | Fine Gael                  | Fine Gael                  | Fine Gael                                                  | 3. Dezember 1964  |
| Galway West          | Michael D. Higgins        |                     | Labour                     | Labour                     | Labour                                                     | 30. Juni 1981     |
| Galway West          | Bobby Molloy              |                     | Fianna Fáil                | Fianna Fáil                | Fianna Fáil                                                | 21. April 1965    |
| Galway West          | Máire Geoghegan-Quinn     |                     | Fianna Fáil                | Fianna Fáil                | Fianna Fáil                                                | 4. März 1975      |
| Galway West          | Frank Fahey               |                     | Fianna Fáil                | Fianna Fáil                | Fianna Fáil                                                | 9. März 1982      |
| Kerry North          | Denis Foley               |                     | Fianna Fáil                | Fianna Fáil                | Fianna Fáil                                                | 30. Juni 1981     |
| Kerry North          | Thomas McEllistrim junior |                     | Fianna Fáil                | Fianna Fáil                | Fianna Fáil                                                | 2. Juli 1969      |
| Kerry North          | Dick Spring               |                     | Labour                     | Labour                     | Labour                                                     | 30. Juni 1981     |
| Kerry South          | Michael Moynihan          |                     | Labour                     | Labour                     | Labour                                                     | 30. Juni 1981     |
| Kerry South          | Michael Begley            |                     | Fine Gael                  | Fine Gael                  | Fine Gael                                                  | 2. Juli 1969      |
| Kerry South          | John O’Leary              |                     | Fianna Fáil                | Fianna Fáil                | Fianna Fáil                                                | 7. Dezember 1966  |
| Kildare              | Charlie McCreevy          |                     | Fianna Fáil                | Fianna Fáil                | Fianna Fáil                                                | 5. Juli 1977      |
| Kildare              | Gerry Brady               |                     | Fianna Fáil                | Fianna Fáil                | Fianna Fáil                                                | 9. März 1982      |
| Kildare              | Joseph Bermingham         |                     | Labour                     | Labour                     | Labour                                                     | 4. März 1973      |
| Kildare              | Paddy Power               |                     | Fianna Fáil                | Fianna Fáil                | Fianna Fáil                                                | 2. Juli 1969      |
| Kildare              | Alan Dukes                |                     | Fine Gael                  | Fine Gael                  | Fine Gael                                                  | 30. Juni 1981     |
| Laois–Offaly         | Bernard Cowen             |                     | Fianna Fáil                | Fianna Fáil                | Fianna Fáil                                                | 5. Juli 1977      |
| Laois–Offaly         | Oliver J. Flanagan        |                     | Fine Gael                  | Fine Gael                  | Fine Gael                                                  | 1. Juli 1943      |
| Laois–Offaly         | Ger Connolly              |                     | Fianna Fáil                | Fianna Fáil                | Fianna Fáil                                                | 2. Juli 1969      |
| Laois–Offaly         | Liam Hyland               |                     | Fianna Fáil                | Fianna Fáil                | Fianna Fáil                                                | 30. Juni 1981     |
| Laois–Offaly         | Tom Enright               |                     | Fine Gael                  | Fine Gael                  | Fine Gael                                                  | 2. Juli 1969      |
| Limerick East        | Michael Noonan            |                     | Fine Gael                  | Fine Gael                  | Fine Gael                                                  | 30. Juni 1981     |
| Limerick East        | Willie O’Dea              |                     | Fianna Fáil                | Fianna Fáil                | Fianna Fáil                                                | 9. März 1982      |
| Limerick East        | Tom O’Donnell             |                     | Fine Gael                  | Fine Gael                  | Fine Gael                                                  | 11. Oktober 1961  |
| Limerick East        | Desmond O’Malley          |                     | Progressive Democrats      | Progressive Democrats      | Progressive Democrats                                      | 22. Mai 1968      |
| Limerick East        | Jim Kemmy                 |                     | Democratic Socialist Party | Democratic Socialist Party | Democratic Socialist Party                                 | 30. Juni 1981     |
| Limerick West        | Gerard Collins            |                     | Fianna Fáil                | Fianna Fáil                | Fianna Fáil                                                | 9. November 1967  |
| Limerick West        | William O’Brien           |                     | Fine Gael                  | Fine Gael                  | Fine Gael                                                  | 5. Juli 1977      |
| Limerick West        | Michael J. Noonan         |                     | Fianna Fáil                | Fianna Fáil                | Fianna Fáil                                                | 2. Juli 1969      |
| Longford–Westmeath   | Gerald L’Estrange         |                     | Fianna Fáil                | Fianna Fáil                | Fianna Fáil                                                | 21. April 1965    |
| Longford–Westmeath   | Patrick Cooney            |                     | Fine Gael                  | Fine Gael                  | Fine Gael                                                  | 30. Juni 1981     |
| Longford–Westmeath   | Seán Keegan               |                     | Fianna Fáil                | Fianna Fáil                | Fianna Fáil                                                | 5. Juli 1977      |
| Longford–Westmeath   | Albert Reynolds           |                     | Fianna Fáil                | Fianna Fáil                | Fianna Fáil                                                | 5. Juli 1977      |
| Louth                | Thomas Bellew             |                     | Fianna Fáil                | Fianna Fáil                | Fianna Fáil                                                | 9. März 1982      |
| Louth                | Pádraig Faulkner          |                     | Fianna Fáil                | Fianna Fáil                | Fianna Fáil                                                | 20. März 1957     |
| Louth                | Bernard Markey            |                     | Fine Gael                  | Fine Gael                  | Fine Gael                                                  | 30. Juni 1981     |
| Louth                | Edward Filgate            |                     | Fianna Fáil                | Fianna Fáil                | Fianna Fáil                                                | 5. Juli 1977      |
| Mayo East            | Seán Calleary             |                     | Fianna Fáil                | Fianna Fáil                | Fianna Fáil                                                | 4. März 1973      |
| Mayo East            | Patrick Joseph Morley     |                     | Fianna Fáil                | Fianna Fáil                | Fianna Fáil                                                | 5. Juli 1977      |
| Mayo East            | Paddy O’Toole             |                     | Fine Gael                  | Fine Gael                  | Fine Gael                                                  | 5. Juli 1977      |
| Mayo West            | Denis Gallagher           |                     | Fianna Fáil                | Fianna Fáil                | Fianna Fáil                                                | 4. März 1973      |
| Mayo West            | Pádraig Flynn             |                     | Fianna Fáil                | Fianna Fáil                | Fianna Fáil                                                | 5. Juli 1977      |
| Mayo West            | Enda Kenny                |                     | Fine Gael                  | Fine Gael                  | Fine Gael                                                  | 11. Dezember 1975 |
| Meath                | John Bruton               |                     | Fine Gael                  | Fine Gael                  | Fine Gael                                                  | 21. April 1969    |
| Meath                | James Fitzsimons          |                     | Fianna Fáil                | Fianna Fáil                | Fianna Fáil                                                | 5. Juli 1977      |
| Meath                | Michael Lynch             |                     | Fianna Fáil                | Fianna Fáil                | Fianna Fáil                                                | 9. März 1982      |
| Meath                | John Farrelly             |                     | Fine Gael                  | Fine Gael                  | Fine Gael                                                  | 30. Juni 1981     |
| Meath                | Colm Hilliard             |                     | Fianna Fáil                | Fianna Fáil                | Fianna Fáil                                                | 9. März 1982      |
| Roscommon            | Liam Naughten             |                     | Fine Gael                  | Fine Gael                  | Fine Gael                                                  | 9. März 1982      |
| Roscommon            | Seán Doherty              |                     | Fianna Fáil                | Fianna Fáil                | Fianna Fáil                                                | 5. Juli 1977      |
| Roscommon            | Terry Leyden              |                     | Fianna Fáil                | Fianna Fáil                | Fianna Fáil                                                | 5. Juli 1977      |
| Sligo–Leitrim        | Matt Brennan              |                     | Fianna Fáil                | Fianna Fáil                | Fianna Fáil                                                | 9. März 1982      |
| Sligo–Leitrim        | Ted Nealon                |                     | Fine Gael                  | Fine Gael                  | Fine Gael                                                  | 30. Juni 1981     |
| Sligo–Leitrim        | John Ellis                |                     | Fianna Fáil                | Fianna Fáil                | Fianna Fáil                                                | 30. Juni 1981     |
| Sligo–Leitrim        | Ray MacSharry             |                     | Fianna Fáil                | Fianna Fáil                | Fianna Fáil                                                | 29. Juli 1969     |
| Tipperary North      | David Molony              |                     | Fine Gael                  | Fine Gael                  | Fine Gael                                                  | 30. Juni 1981     |
| Tipperary North      | Michael O’Kennedy         |                     | Fianna Fáil                | Fianna Fáil                | Fianna Fáil                                                | 9. März 1982      |
| Tipperary North      | John Joseph Ryan          |                     | Labour                     | Labour                     | Labour                                                     | 4. März 1973      |
| Tipperary South      | Seán Byrne                |                     | Fianna Fáil                | Fianna Fáil                | Fianna Fáil                                                | 9. März 1982      |
| Tipperary South      | Seán McCarthy             |                     | Fianna Fáil                | Fianna Fáil                | Fianna Fáil                                                | 30. Juni 1981     |
| Tipperary South      | Brendan Griffin           |                     | Fine Gael                  | Fine Gael                  | Fine Gael                                                  | 4. März 1973      |
| Tipperary South      | Seán Treacy               |                     | Labour                     | Labour                     | Labour                                                     | 11. Oktober 1961  |
| Waterford            | Austin Deasy              |                     | Fine Gael                  | Fine Gael                  | Fine Gael                                                  | 5. Juli 1977      |
| Waterford            | Edward Collins            |                     | Fine Gael                  | Fine Gael                  | Fine Gael                                                  | 2. Juli 1969      |
| Waterford            | Jackie Fahey              |                     | Fianna Fáil                | Fianna Fáil                | Fianna Fáil                                                | 21. April 1965    |
| Waterford            | Patrick Gallagher         |                     | Workers’ Party             | Workers’ Party             | Workers’ Party                                             | 9. März 1982      |
| Wexford              | Seán Browne               |                     | Fianna Fáil                | Fianna Fáil                | Fianna Fáil                                                | 9. März 1982      |
| Wexford              | Lorcan Allen              |                     | Fianna Fáil                | Fianna Fáil                | Fianna Fáil                                                | 11. Oktober 1961  |
| Wexford              | Ivan Yates                |                     | Fine Gael                  | Fine Gael                  | Fine Gael                                                  | 30. Juni 1981     |
| Wexford              | Michael D’Arcy            |                     | Fine Gael                  | Fine Gael                  | Fine Gael                                                  | 5. Juli 1977      |
| Wexford              | Hugh Byrne                |                     | Fianna Fáil                | Fianna Fáil                | Fianna Fáil                                                | 30. Juni 1981     |
| Wicklow              | Ciarán Murphy             |                     | Fianna Fáil                | Fianna Fáil                | Fianna Fáil                                                | 4. März 1973      |
| Wicklow              | Gemma Hussey              |                     | Fine Gael                  | Fine Gael                  | Fine Gael                                                  | 9. März 1982      |
| Wicklow              | Liam Kavanagh             |                     | Labour                     | Labour                     | Labour                                                     | 2. Juli 1969      |
| Wicklow              | Godfrey Timmins           |                     | Fine Gael                  | Fine Gael                  | Fine Gael                                                  | 14. März 1968     |

1. Dáil (1919–1921) |
2. Dáil (1921–1922) |
3. Dáil (1922–1923) |
4. Dáil (1923–1927) |
5. Dáil (1927) |
6. Dáil (1927–1932) |
7. Dáil (1932–1933) |
8. Dáil (1933–1937) |
9. Dáil (1937–1938) |
10. Dáil (1938–1943) |
11. Dáil (1943–1944) |
12. Dáil (1944–1948) |
13. Dáil (1948–1951) |
14. Dáil (1951–1954) |
15. Dáil (1954–1957) |
16. Dáil (1957–1961) |
17. Dáil (1961–1965) |
18. Dáil (1965–1969) |
19. Dáil (1969–1973) |
20. Dáil (1973–1977) |
21. Dáil (1977–1981) |
22. Dáil (1981–1982) |
23. Dáil (1982) |
24. Dáil (1982–1987) |
25. Dáil (1987–1989) |
26. Dáil (1989–1992) |
27. Dáil (1992–1997) |
28. Dáil (1997–2002) |
29. Dáil (2002–2007) |
30. Dáil (2007–2011) |
31. Dáil (2011–2016) |
32. Dáil (2016–2020) |
33. Dáil (2020–2024) |
34. Dáil (seit 2024)